# Skov-elm
Skovelm (Ulmus glabra), også skrevet Skov-Elm eller normalt bare elm, er et op til 30 meter højt træ, der vokser i skove og hegn. Frugterne er vingede nødder, kaldet "manna". Alle dele af træet er meget seje. Det videnskabelige navn glabra betyder glat på latin, hvilket hentyder til den hårløse unge bark. Træet kaldes også storbladet elm.

## Beskrivelse
Skovelm er et stort, løvfældende træ med oprette grene og stor, rund krone. Barken er først grøn, senere sølvgrå og glat. Til sidst bliver den lysegrå med mørke furer. Knopperne er spredte, butte og rødgrå. Blomsterknopperne er større, mere brune og helt runde. På meget kraftige vanris vil bladene være 3-lappede på den yderste del. Normale blade er behårede og omvendt ægformede med én tydelig spids. Oversiden er meget ru og mørkt grøn, mens undersiden er lysere. De måler i gennemsnit 7*15 cm.
Blomstringen finder sted før løvspring i april, og blomsterne består kun af støvknapper og støvfang. De sidder samlet i tætte bundter, der lyser mørkt rosa før løvspring. Frugterne er vingede nødder ("manna"), som ses på grenene lige før løvspring. Frøet er modent allerede i juni, og det spirer villigt – næsten alt for villigt – herhjemme.
Rodnettet er fint forgrenet og når langt ud og ned.
Højde x bredde og årlig tilvækst: 30 x 20 m (40 x 30 cm/år).

## Voksested
Elm er blandt de mest vindføre træer, vi har. Den stiller kun små krav til jordbunden, men trives allerbedst på dyb, kvælstofrig muld.
Skovelm er udbredt i Mellemøsten, Kaukasus, Sibirien og Europa, herunder i Danmark, hvor den optræder som skovtræ i blandede løvskove på mineralrig, porøs muldbund.
I Mareskov, som er en stævningsskov i Eskebjerg Vesterlyng i Nordvestsjælland, findes arten sammen med bl.a. benved, alm. berberis, ene, alm. gedeblad, hassel, alm. hvidtjørn, alm. hyld, kvalkved, alm. røn, hunderose, rød kornel, slåen og vrietorn

## Anvendelse
Specielt egnet til læplantninger på vindudsatte lokaliteter. Skud og grene ædes gerne af hjortevildt.
Træet tåler stærk beskæring. På grund af elmens kraftige ungdomsvækst kan tidlig beskæring være nødvendig i blandingsbevoksninger. Bladene omsættes hurtigt i jordbunden og virker mulddannende. Arten kan blive meget gammel, men den angribes dødeligt af elmesyge, som næsten har udryddet arten i Danmark.
Der findes en variant, bjergelm, som har glatte bladoversider, og som vokser på kyster, hvor den almindelige skovelm får svedne blade.
| Portal | Portal:Botanik |

## Note
1. ↑  "Anonym: Indsamling af frø fra Almindelig Kvalkved". Arkiveret fra originalen 3. marts 2021. Hentet 17. august 2009.